# Vaajasalo (ö i Norra Savolax)
Vaajasalo är en ö i Finland.   Den ligger i kommunen Kuopio i den ekonomiska regionen  Kuopio ekonomiska region  och landskapet Norra Savolax, i den centrala delen av landet, 300 km nordost om huvudstaden Helsingfors.